# Centro natural Asa Wright
El Centro natural Asa Wright (en inglés: Asa Wright Nature Centre) es un complejo natural y turístico y una estación de investigación científica en el Valle de Arima de la Cordillera del Norte en Trinidad y Tobago. El Centro es uno de los puntos de observación de aves más importantes del Caribe; un total de 159 especies de aves se han registrado allí. El Centro es propiedad de un fideicomiso sin fines de lucro.

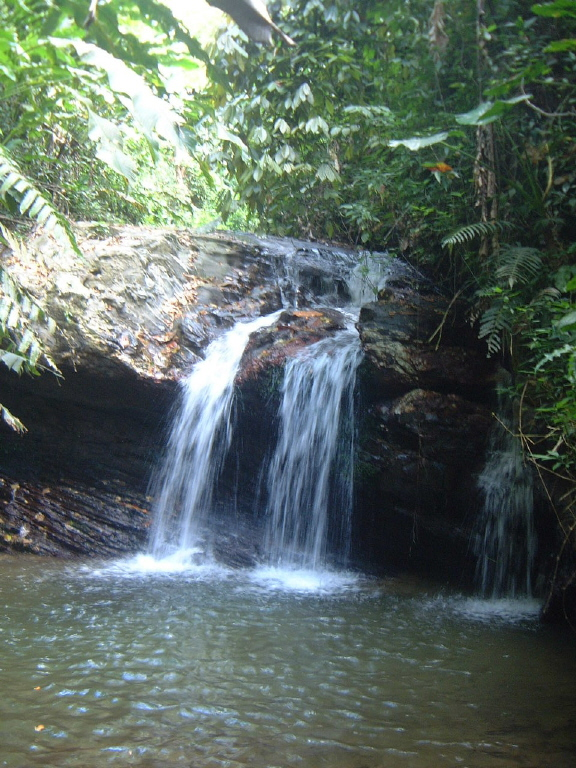
Vista de una cascada en el centro

El centro de la naturaleza se encuentra en 270 acres e incluye una casa principal finca con una posada y restaurante que sirve platos como la sopa de Callaloo con ingredientes de un huerto ecológico del lugar. Algunas propiedades no adyacentes también se han añadido al conjunto que forma el centro.
El centro es una de las zonas con mayor biodiversidad en las Antillas y es el hogar de más de 400 especies de aves. Las especies de aves en el centro de la naturaleza incluyen mieleros púrpura, colibríes, sinsontes tropicales y guácharos (un comedor de frutas nocturno).